# Navadni komarček
Navadni komarček ali koromač (znanstveno ime Foeniculum vulgare) je rumenkasta rastlina, ki spada v družino kobulnic (Apiaceae). Njegova življenjska doba je do 2 leti, v tem času pa lahko zraste v višino tudi do dva metra.

## Opis
Ima močno razrasel koreninski sistem, iz katerega se razvije večje število stebel. 
Le-ta so okrogla, gladka in nadrobno progasta. Proti vrhu se steblo razveji v liste, ki so 3- do 4-krat pernato deljeni. Na koncu listov se razvijejo drobni rumenkasti cvetovi, ki sestavljajo kobul. 
Čas cvetenja je zelo neizenačen, zato je tudi neizenačeno dozorevanje plodov. 
Plodovi so valjaste oblike in sestavljeni iz dveh semen.

## Izvor
Navadni komarček izvira iz Južne Evrope. Na Slovenskem uspeva le na določenih območjih submediterana, kjer je svet bolj skalnat.
Drugod uspeva le gojeno. Za gojenje je treba izbrati tople in suhe lege. Najboljše pridelke dobimo na globokih, plodnih tleh.

## Uporaba
Iz plodov oz. semen navadnega komarčka pridobivamo eterična olja. V začetku aprila posejemo semena v vrsti in ta, če je dovolj vlage, vzkalijo v 20 dneh. To rastlino redko napadejo škodljivci ali bolezni. Ko kobula postane rumeno-zelena, jo odrežemo skupaj z nekaj centimetri stebla, nato pa jo pustimo na zračnem prostoru 4–6 dni, da dokončno dozori. Barva plodov oz. semen mora biti rumenorjava. Zelišče nato hranimo na temnem in suhem prostoru.

## Zdravilni učinki
Droga (Fructus Foeniculli) vsebuje do 6 % eteričnega olja. V različnih oblikah učinkuje kot sredstvo za izkašljevanje, veliko ga uporabljamo tudi kot pomirjevalni čaj za dojenčke. Koristi zoper kašelj, bronhitis in prebavne motnje.
Sveže zelenje navadnega komarčka se uporablja v kulinarične namene za pripravo raznih solat in zelenjavnih juh. Plodove komarčka pa lahko uporabimo pri pripravi peciva, posebnega kruha ... Komarček se poleg široke uporabnosti odlikuje tudi v dekorativnosti.